# Седан
Седан может иметь две или четыре боковые двери; о седане с двумя дверьми см. также статью двухдверный седан.

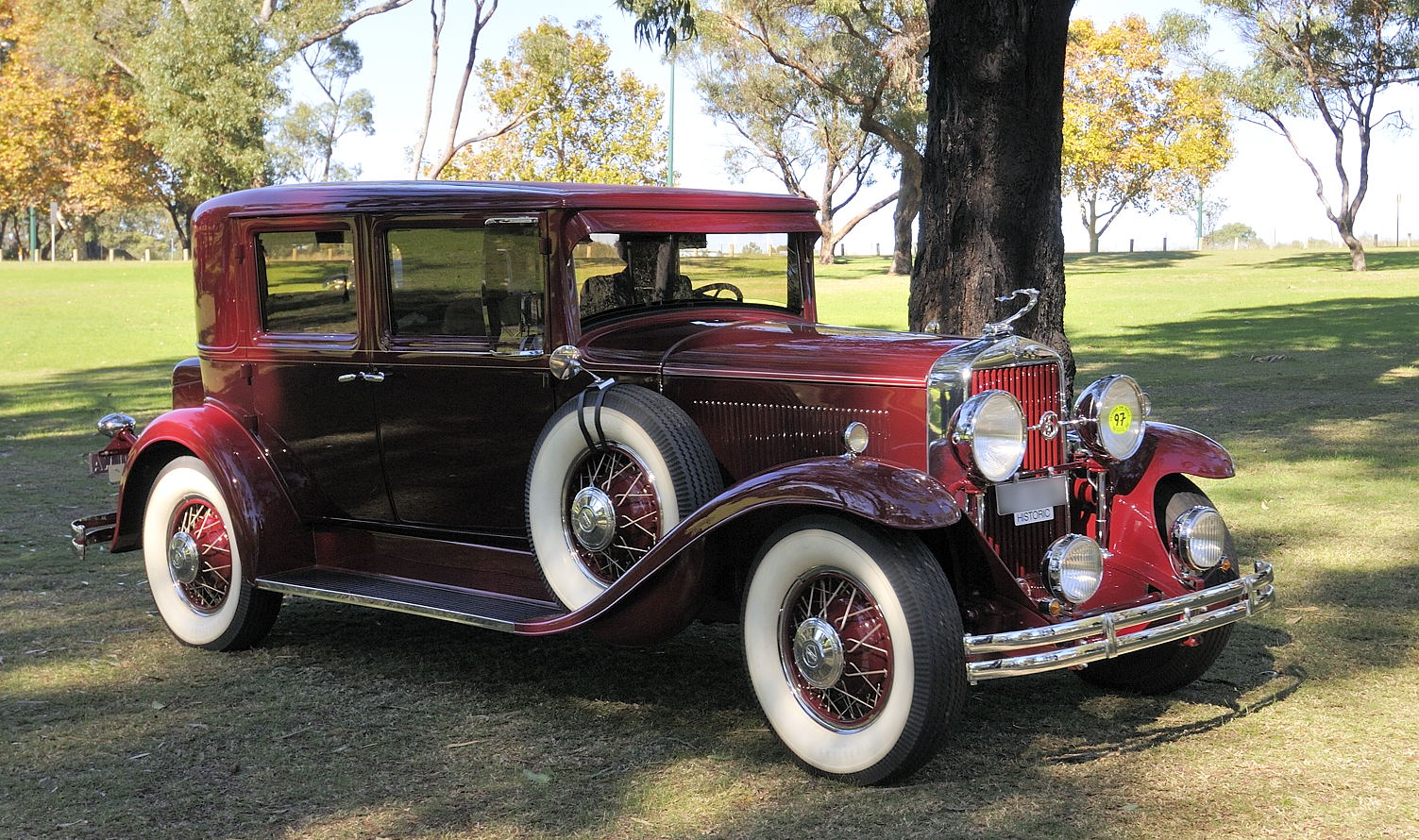
Четырёхдверный седан конца двадцатых годов

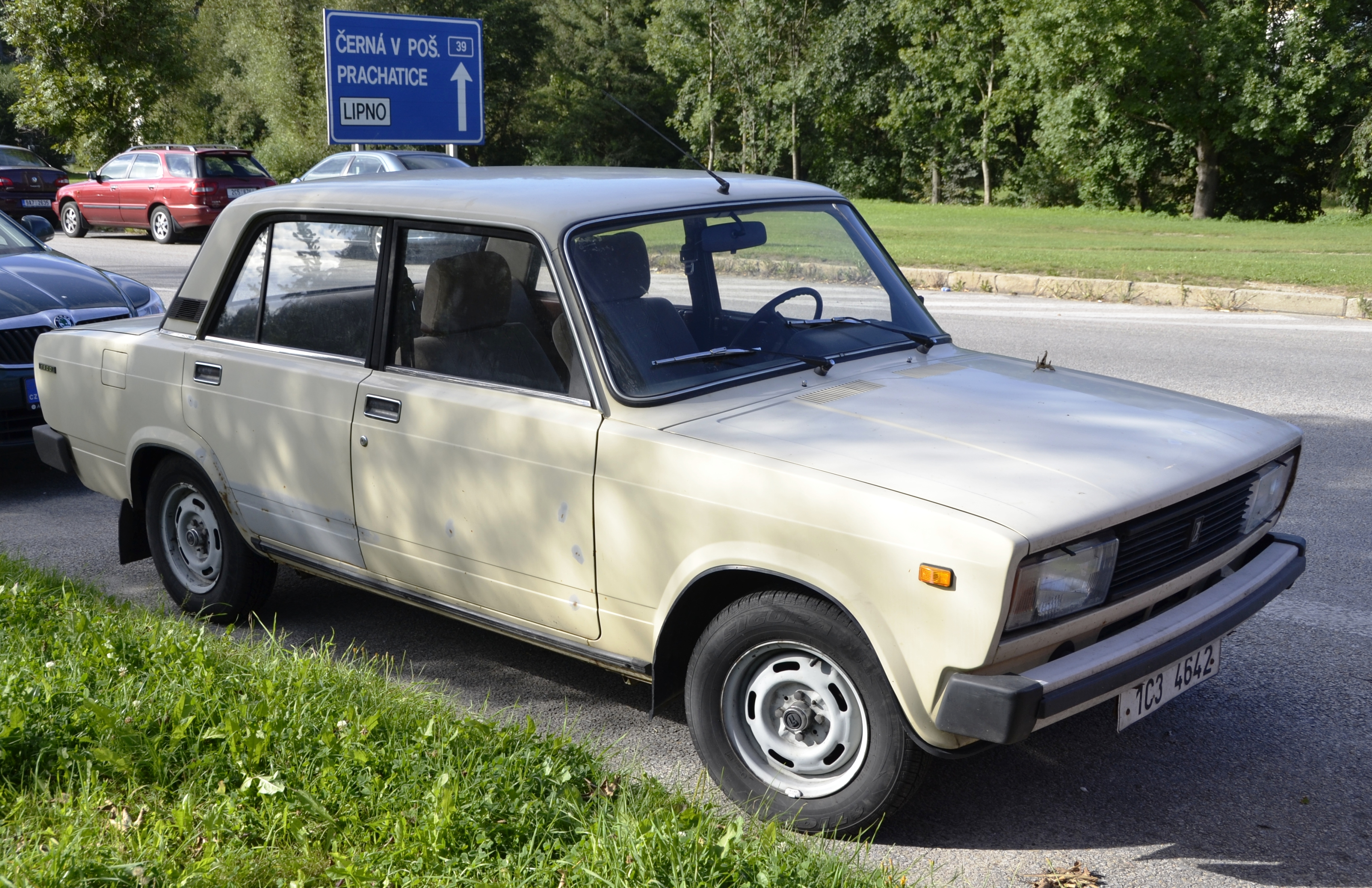
Автомобиль с кузовом «седан» (ВАЗ-2105)

Седа́н — закрытый кузов легкового автомобиля с багажником, структурно отделённым от пассажирского салона (на ранних автомобилях багажник обычно имел вид прикреплённого к задней стенке кузова чемодана-кофра или отсутствовал), без подъёмной двери в задней стенке, обычно с двумя или тремя (например, ЗИМ или «Чайка» ГАЗ-14) рядами полноразмерных сидений.

## Особенности

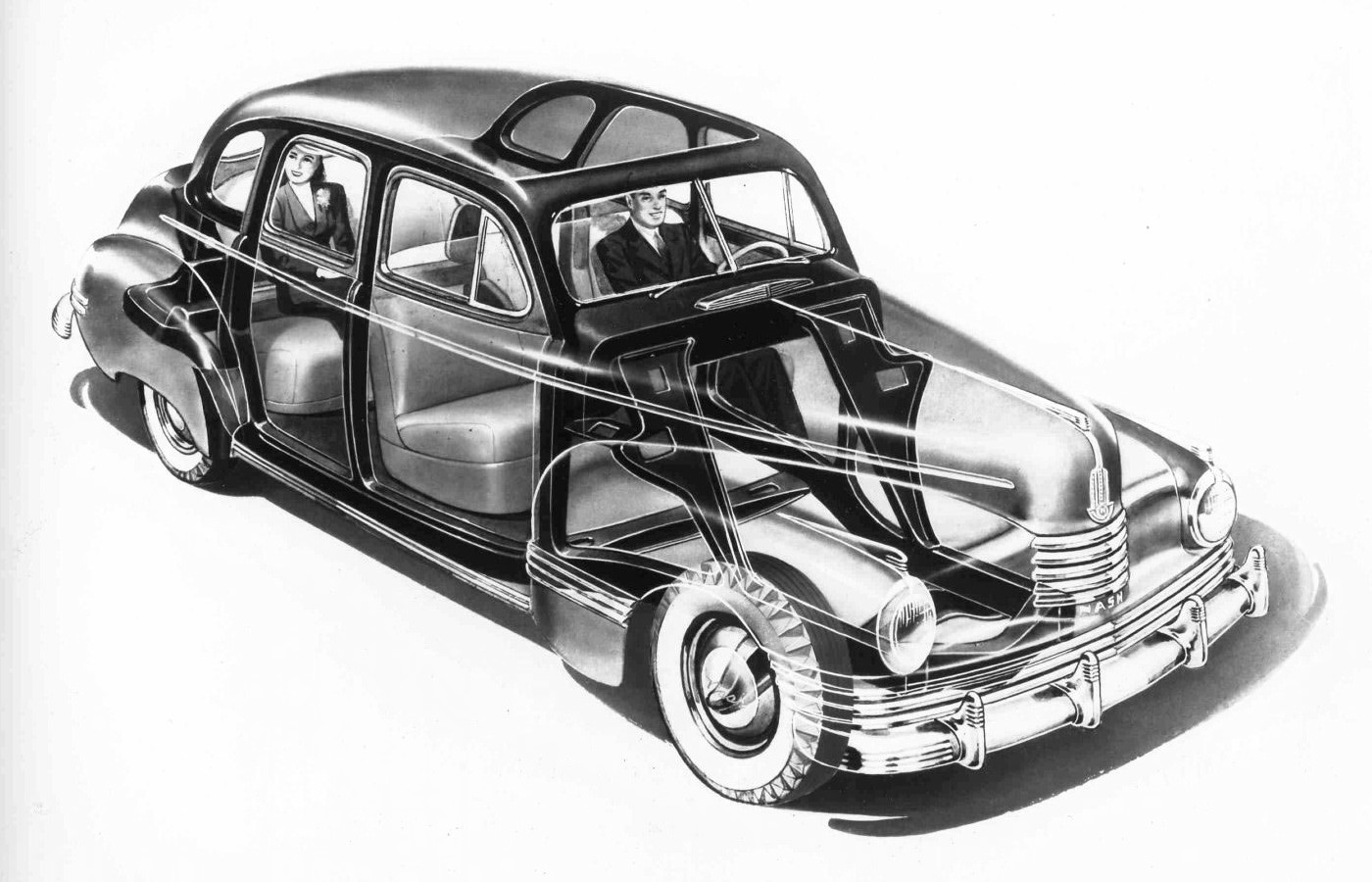
Классический и поныне тип трёхобъёмного седана сформировался окончательно на рубеже тридцатых и сороковых годов XX века

Седаном может быть как трёхобъёмный, так и двухобъёмный, как двухдверный, так и четырёхдверный кузов.

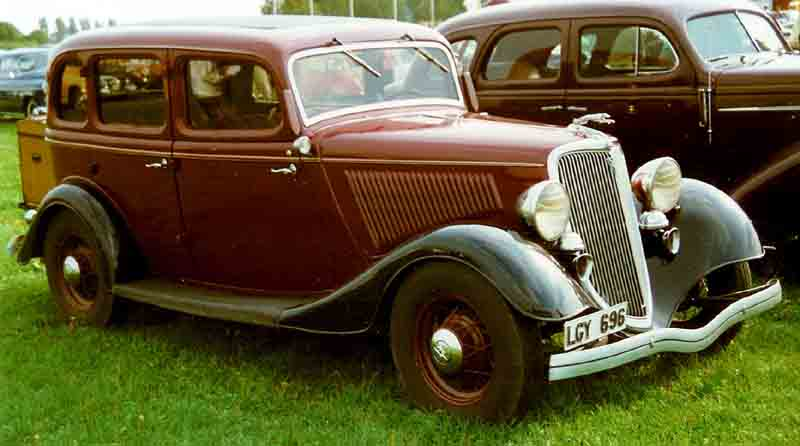
Четырёхдверный седан 1930-х годов с двумя визуальными объёмами и вертикальной задней стенкой. Виден багажник-кофр.

Сегодня кузов «седан» ассоциируется преимущественно с трёхобъёмными кузовами, но исторически многие седаны были двухобъёмными; примеры — практически все седаны выпуска до конца 1930-х годов и седаны-фастбэки, в частности — ГАЗ-М-20 «Победа».
Заднее стекло на седане практически всегда жёстко закреплено в проёме и не опускается/не поднимается, хотя спинка заднего сиденья может быть либо оснащена лючком, либо откидываться (целиком или по секциям) для перевозки длинномерных предметов.

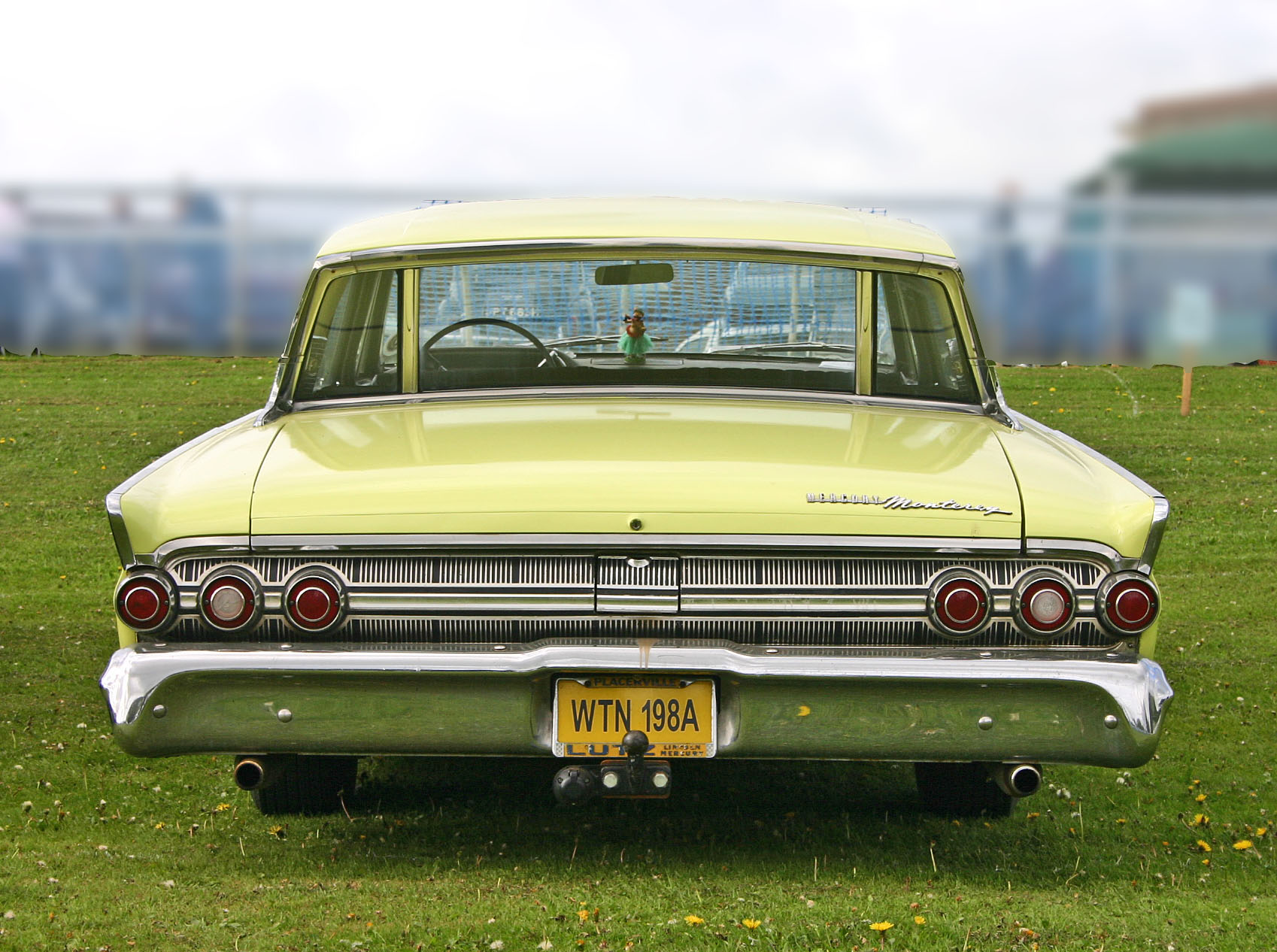
Хардтоп-седан Mercury Monterey 1963 года с опускным задним стеклом Breezeway

В 1960-е годы в США на автомобилях марки Mercury существовал уникальный тип кузова на базе седана (и хардтоп-седана) с фирменным названием Breezeway (см. илл. справа), имевший в раннем варианте опускающееся заднее стекло (движущееся вверх-вниз по направляющим, как подъёмные стёкла боковых дверей; задняя стойка крыши при этом имела обратный наклон, а само стекло было расположено почти вертикально), а затем — откидное заднее стекло с электроприводом, нижняя кромка которого немного выдвигалась наружу для обеспечения проточной вентиляции салона, подобно задним боковым стёклам многих двухдверных автомобилей.
Седаны традиционно популярны в Северной Америке, причём до 1950-х — 1960-х годов двухдверные седаны были распространены в не меньшей степени, чем четырёхдверные. Во второй половине 1950-х — 1960-е годы седан в Северной Америке отошёл на задний план, так как основным типом автомобильного кузова стал двухдверный хардтоп, однако в 1970-х, после упадка хардтопов, популярность вновь завоевали седаны, причём теперь уже в основном четырёхдверные, на которые там до самого недавнего времени приходилась основная масса выпуска легковых автомобилей (в последнее десятилетие их существенно потеснили кроссоверы — с середины 2010-х их в США стали продавать больше, чем седанов). Наряду с четырёхдверными, на североамериканском рынке до сих пор периодически встречаются и двухдверные седаны, как правило из маркетинговых соображений получающие фирменное обозначение «купе».

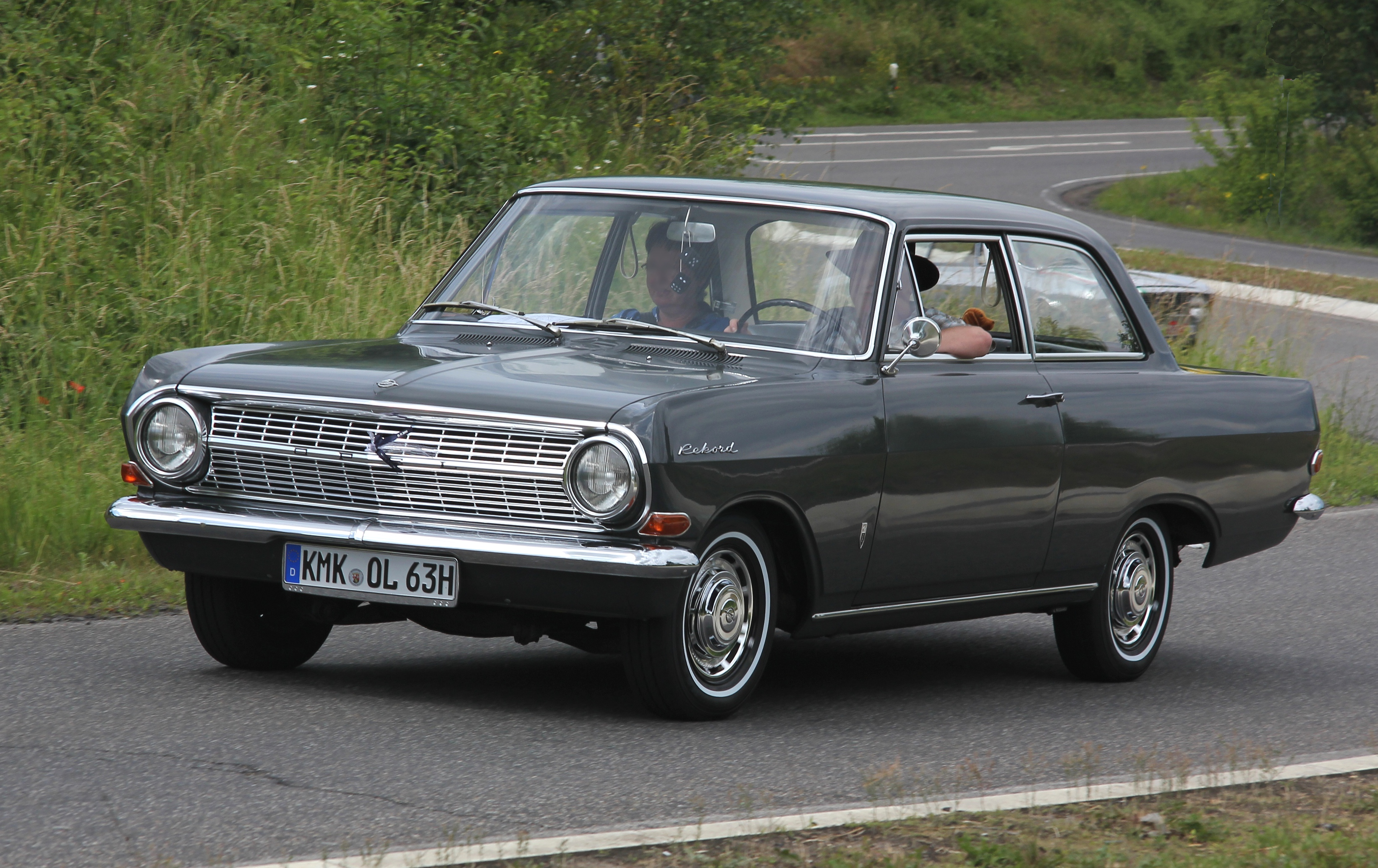
Opel Rekord A. В Европе 1960-х годов двухдверные седаны даже в среднем классе были сравнимы по популярности с четырёхдверными.

В Европе вплоть до второй половины 1960-х — начала 1970-х годов также были очень популярны двухдверные седаны, как менее дорогие, и среди автомобилей класса «Запорожца» или «Москвича» их было большинство (наиболее известные примеры — Volkswagen Kafer, FIAT 600, практически все ранние модели Opel Kadett и многие другие массовые «народные» автомобили). Среди автомобилей европейского «среднего класса», типа Opel Rekord и «старших» серий Ford Taunus, двухдверные седаны по популярности были сравнимы с четырёхдверными.

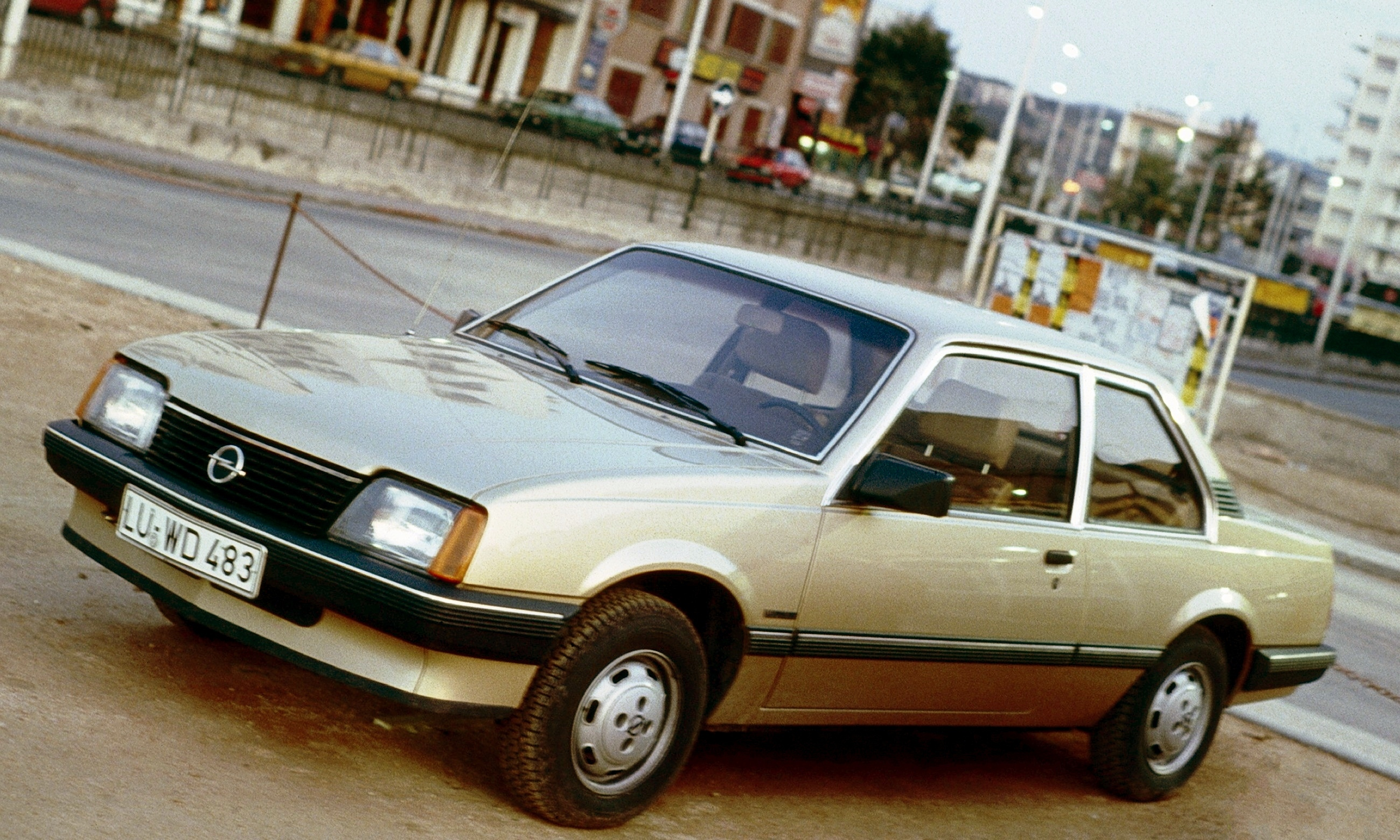
Opel Ascona C — один из последних европейских двухдверных седанов.

На протяжении семидесятых годов двухдверные — а в малом и даже среднем классе и четырёхдверные — седаны были вытеснены в Европе более практичными хетчбэками, трёх и пятидверными соответственно, причём этот процесс начался с Франции, где уже в конце шестидесятых на хетчбэки приходилась большая часть выпуска легковых автомобилей, а окончательно европейский стандарт автомобиля малого класса был задан германским хетчбэком Volkswagen Golf. Последние вновь разработанные двухдверные седаны в Европе массово выпускались в начале восьмидесятых годов: Ford Taunus TC, Audi 80, Opel Ascona C и некоторые другие. Даже четырёхдверный седан в восьмидесятые годы начал казаться в Европе устаревшим типом кузова; так, у Ford Sierra и Ford Scorpio базовым типом кузова был именно трёх- и пятидверный хетчбэк, а четырёхдверные седаны появились в производственной программе лишь в середине их выпуска. Между тем, впоследствии оба типа кузова заняли на европейском рынке свои чётко очерченные ниши.

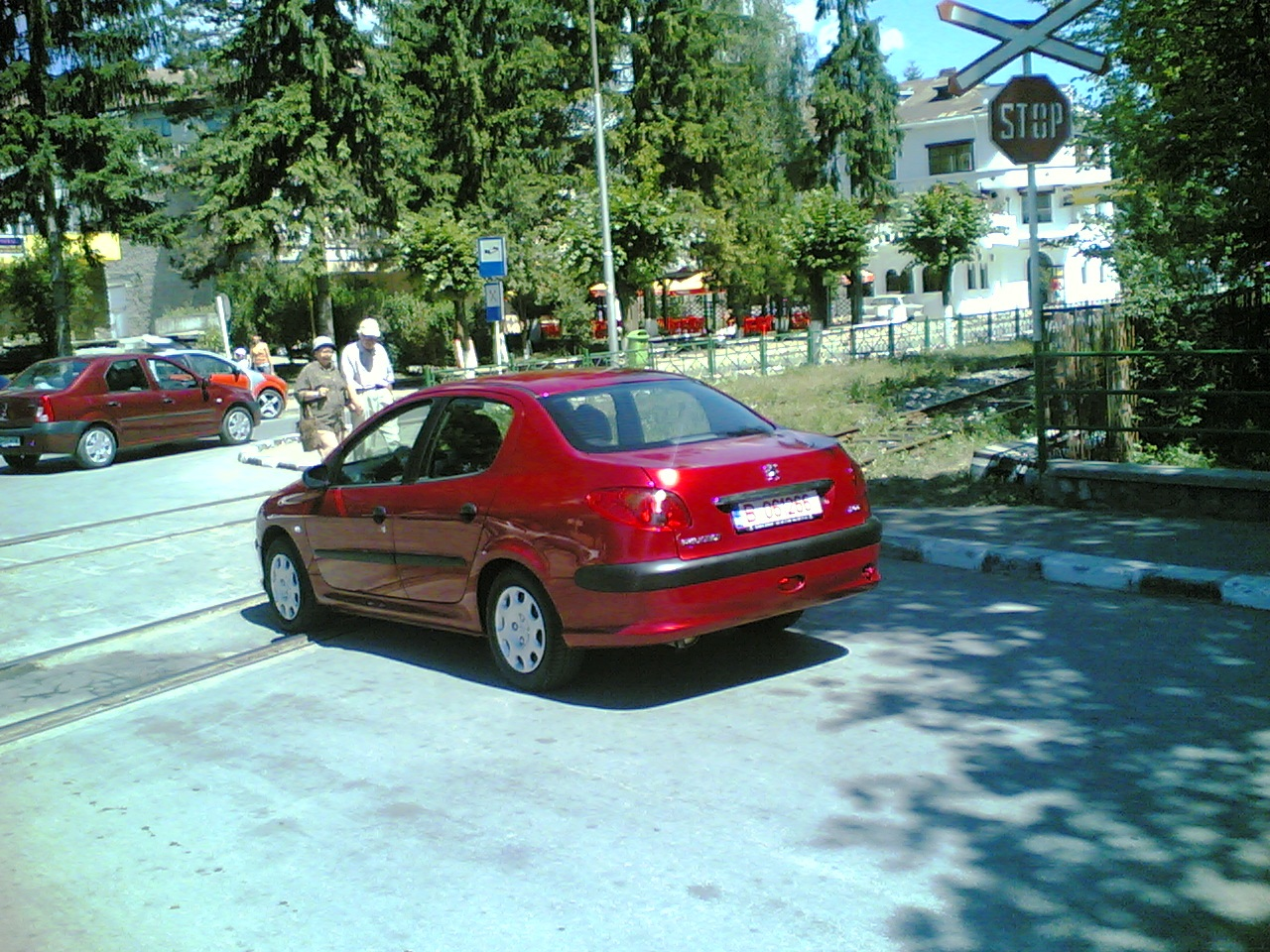
Седан Peugeot 206 — специальная разработка для рынков развивающихся стран на базе европейского хетчбэка.

## Разновидности

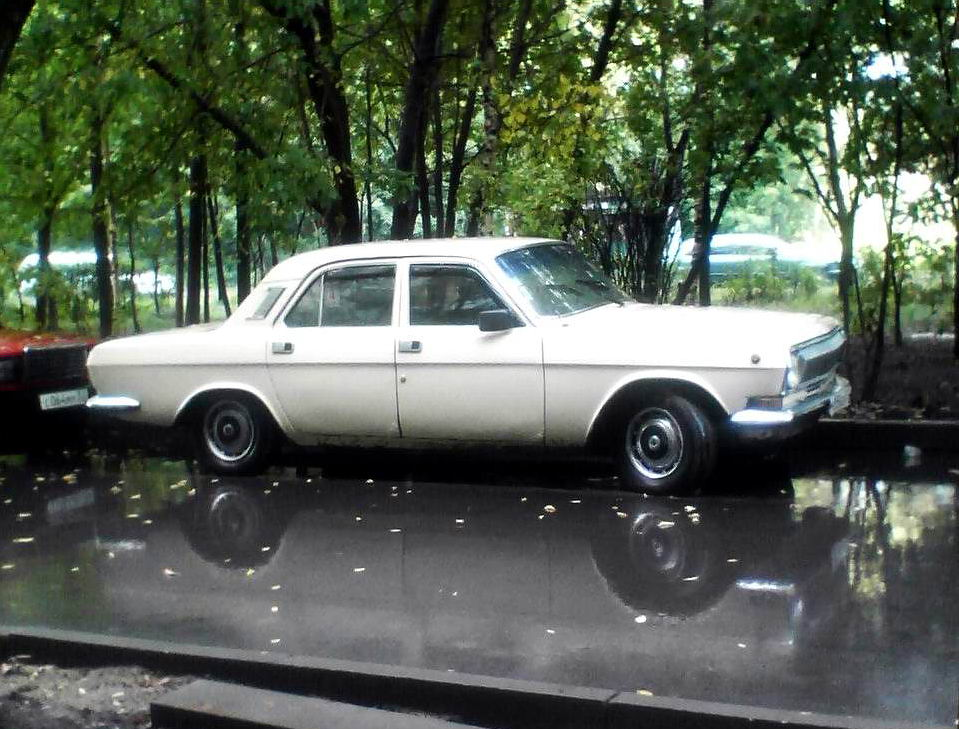
ГАЗ-24-10 — классический трёхобъёмный седан, по американской терминологии — «нотчбек»

Классический седан (англ. formal sedan) имеет три чётко выраженных объёма — моторный отсек, салон и багажник — и центральную стойку, причём длина первого и третьего объёмов подразумевается примерно одинаковая.
Изначально, в середине-конце тридцатых годов, когда трёхобъёмные кузова только начали получать распространение, третий объём был очень коротким, по сути — просто выступом на плоской задней стенке кузова. В пятидесятые — начале шестидесятых годов было модно делать багажник примерно такой же длины, как и моторный отсек, но после середины шестидесятых длина третьего объёма постепенно уменьшалась при одновременном увеличении его высоты для компенсации уменьшения объёма, что сформировало со временем характерный для современных седанов клиновидный силуэт. Такая форма кузова оказалась целесообразна и с аэродинамической точки зрения.

### Нотчбэк

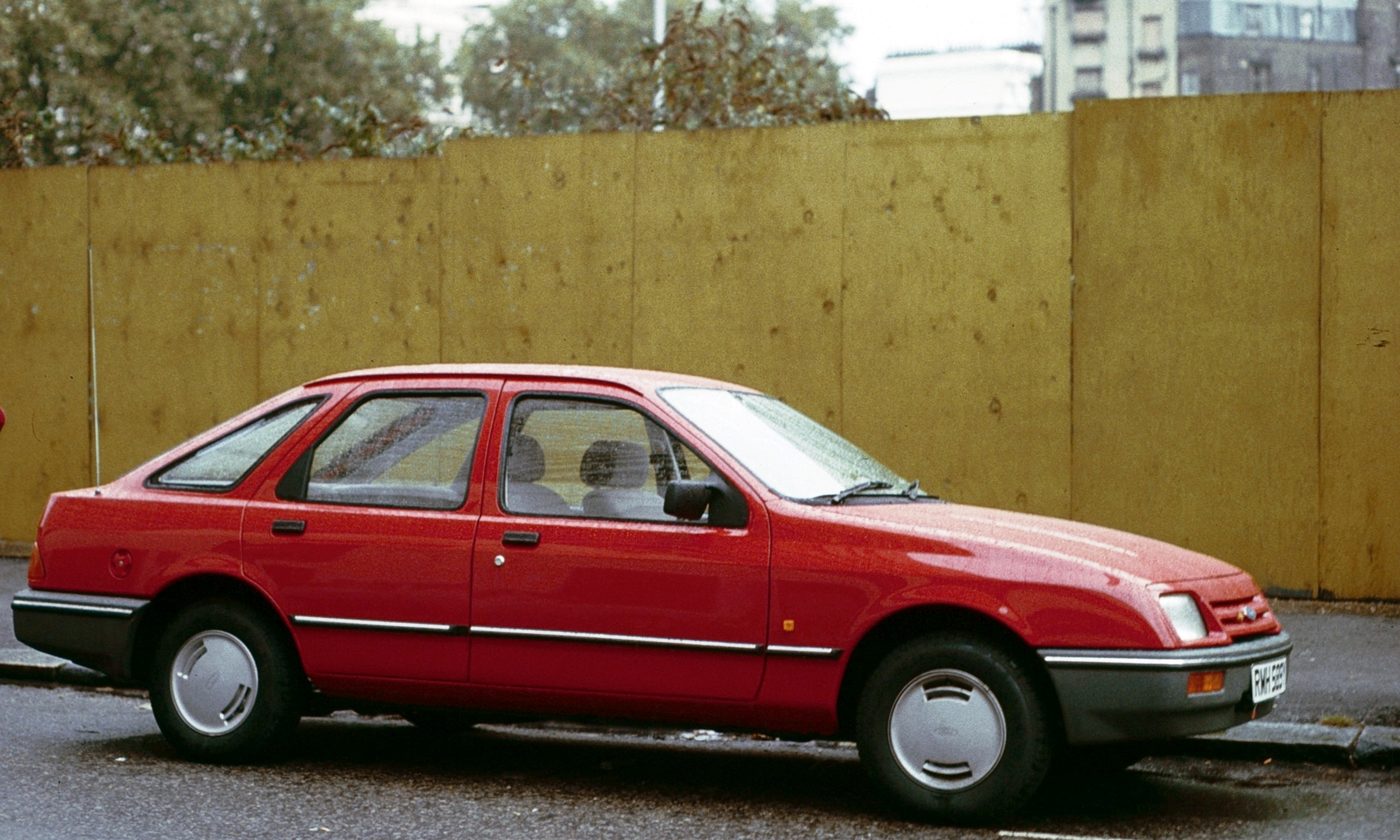
Ford Sierra. Хетчбэк с такой формой задней части также могут называть нотчбеком.

В Северной Америке так называют любой трёхобъёмный кузов, в том числе и седан с выделенным багажником.
В Европе так могут называть хетчбэки и лифтбэки с небольшим уступом на покатой задней двери (этот же тип по терминологии фирмы Ford — «Aeroback»).

### Седан-хардтоп

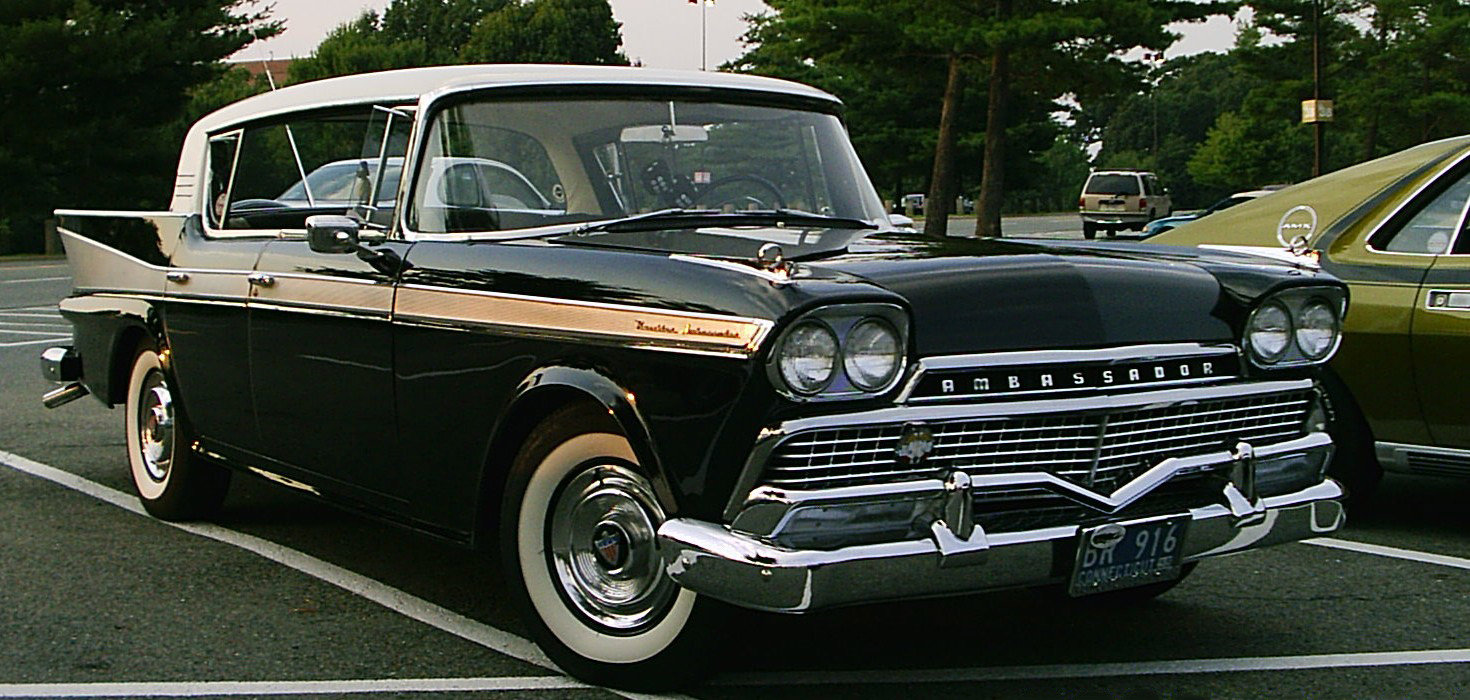
Четырёхдверный хардтоп — седан без центральной стойки

Седан (четырёхдверный) без центральных стоек и (обычно) со стёклами дверей без наружных рамок, либо с убирающимися рамками, закреплёнными на самом стекле — именуется седаном-хардтопом, четырёхдверным хардтопом или (редко) седаном-кабриолетом (в СССР в отношении таких кузовов иногда использовалось даже заимствованное из немецкого понятие «полнообзорный лимузин»).
Настоящие (англ. pillarless — бесстоечные) четырёхдверные хардтопы делали практически только в США в пятидесятые — семидесятые годы, это были в основном большие и тяжёлые автомобили, например Oldsmobile 98. Небольшое количество таких автомобилей было выпущено в Японии в семидесятые — девяностые годы.

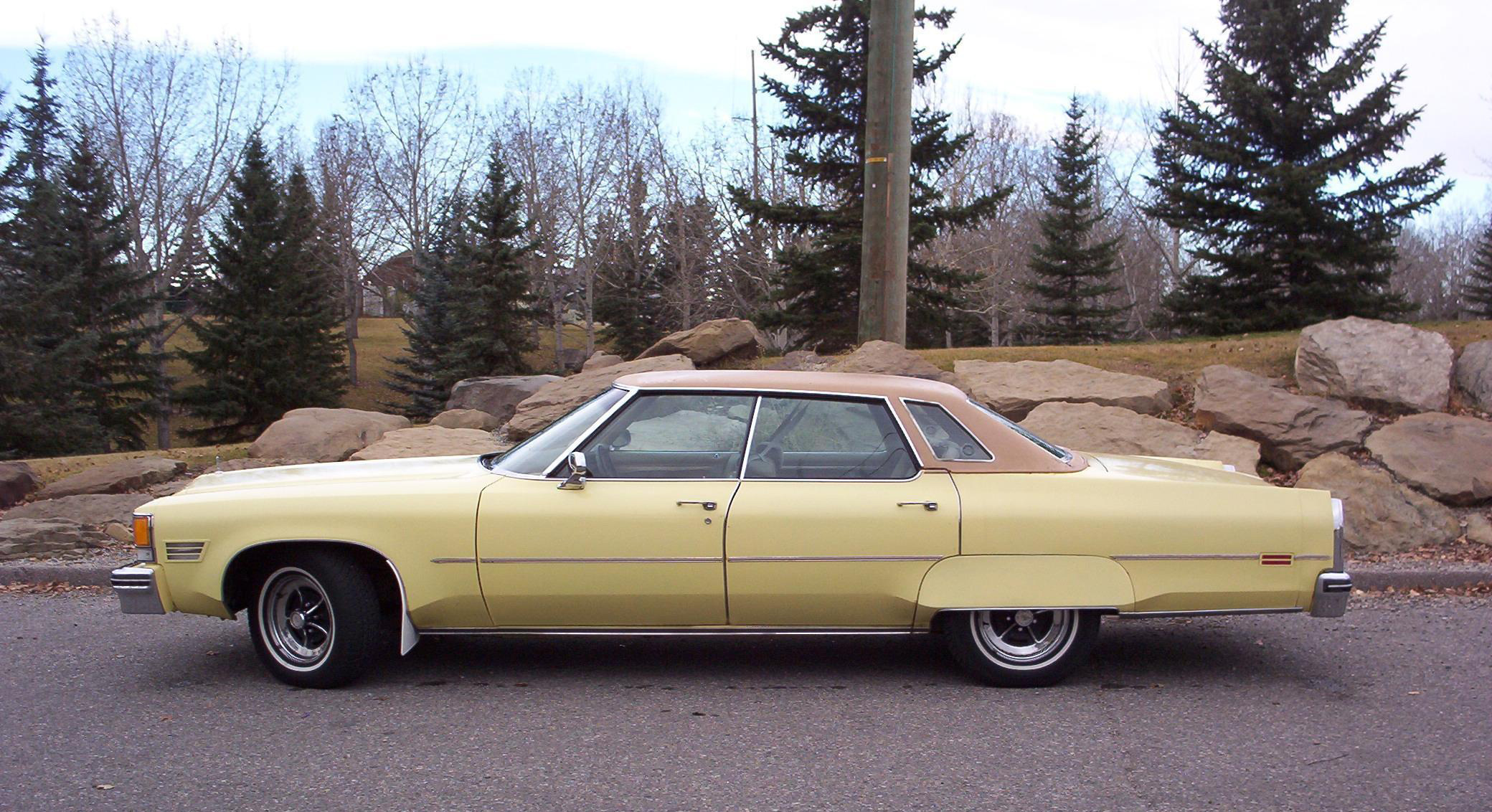
Oldsmobile Ninety Eight Regency 4-door Hardtop, 1976 год

Двухдверные хардтопы, как правило, принято называть «купе» вне зависимости от конфигурации кузова, но более корректный термин в данном случае — именно «двухдверный хардтоп».
Седан, у которого стёкла дверей не имеют рамок, но центральная стойка всё же есть, хардтопом не является. Сюда в первую очередь следует отнести автомобили компаний Ford, GM и Chrysler производства семидесятых годов с кузовами, имевшими маркетинговое обозначение pillared hardtop или colonnade hardtop, а также некоторые японские модели, например Toyota Crown, Toyota Sprinter Marino и ряд других.

### Фастбэк

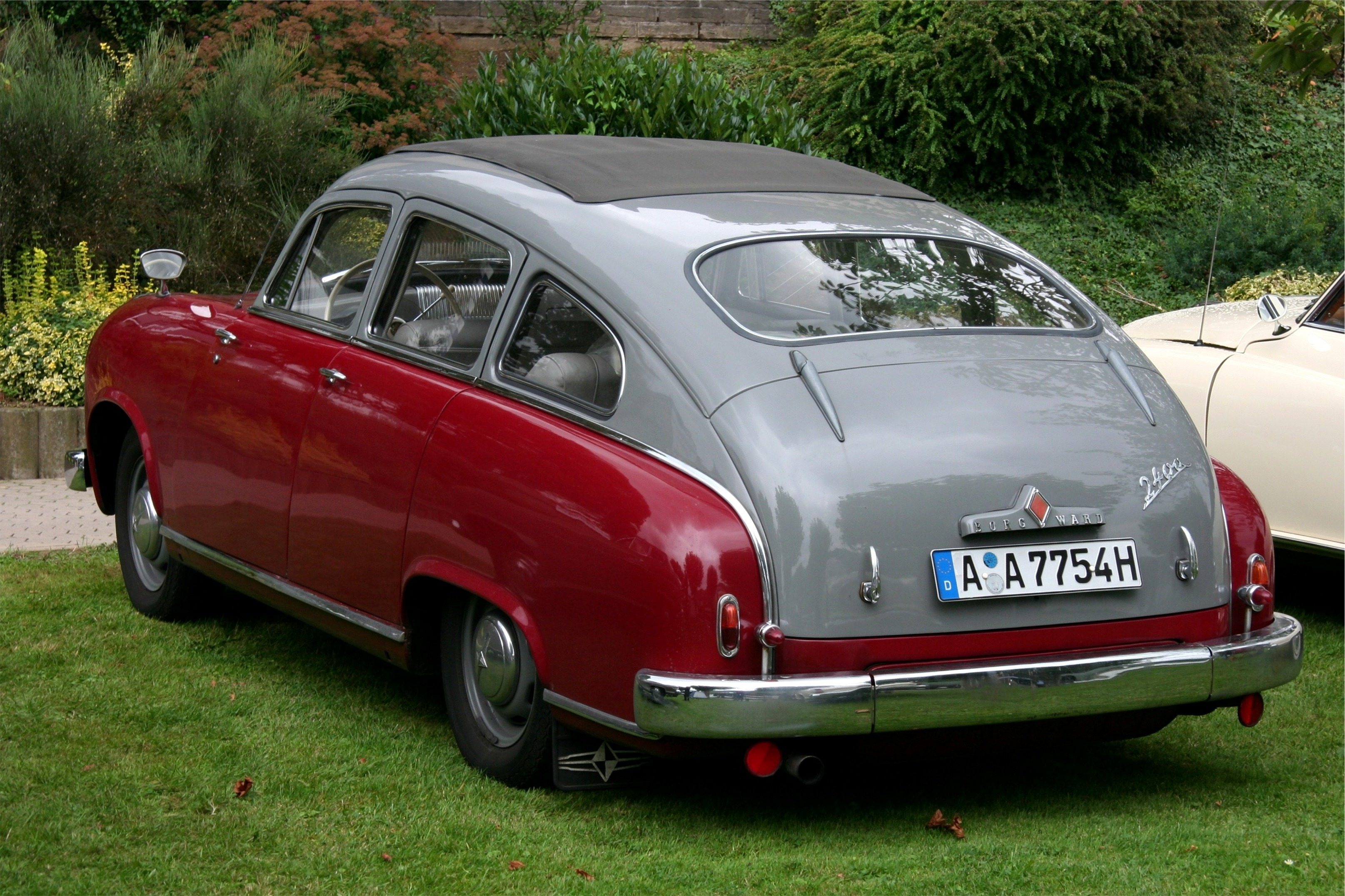
Четырёхдверный седан-фастбэк

Седан (как четырёх-, так и двухдверный) с двумя объёмами и покатой задней стенкой кузова или нечётко выраженным третьим объёмом может называться фастбэком (англ. fastback), также существовали коммерческие названия — Torpedo, Aerosedan. Пример — ГАЗ-М-20 «Победа», Chevrolet Fleetline Aerosedan.

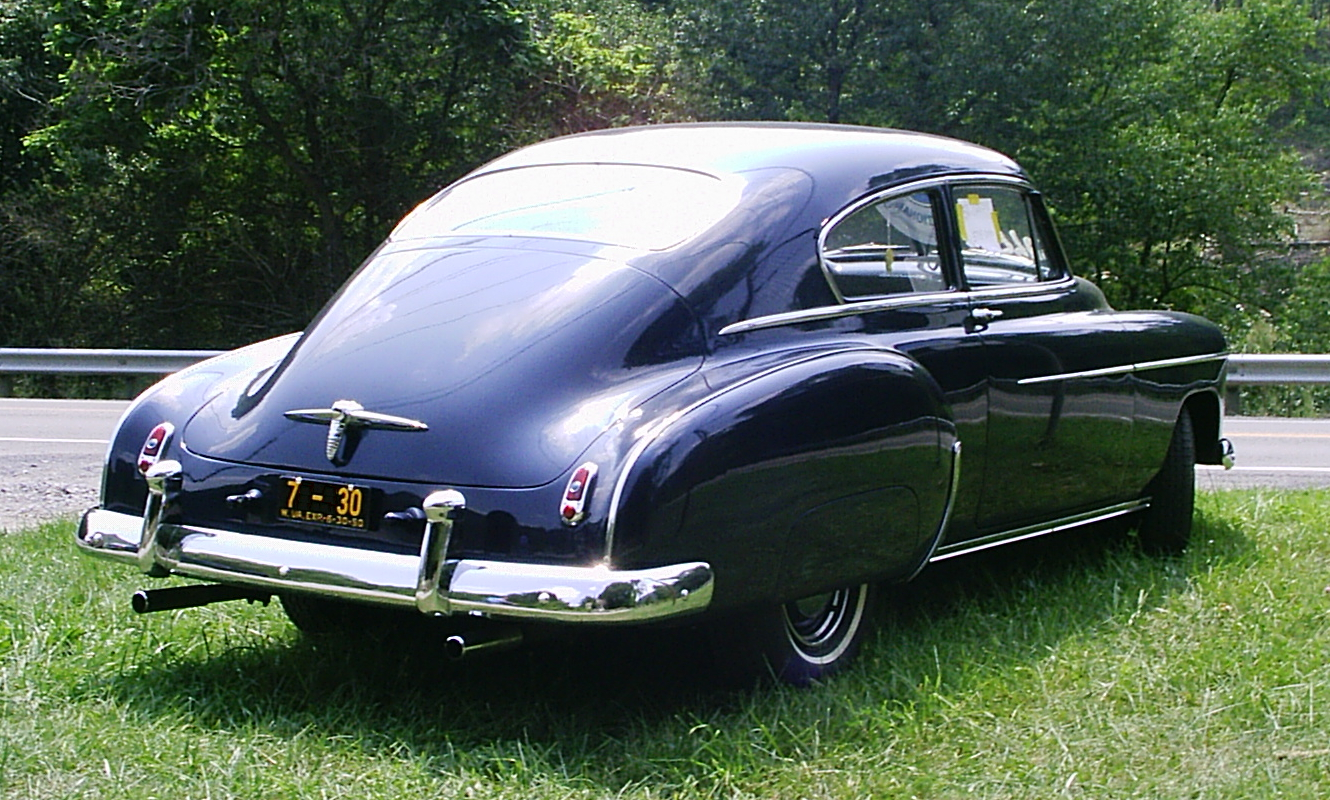
Двухдверный фастбэк

Термин «фастбэк» означает, как правило, и саму покатую или плавно опускающуюся линию крыши вообще, и может употребляться и по отношению к другим типам кузовов, например, различают купе-фастбэк и хетчбэк-фастбэк. Особенно распространён такой тип линии крыши на купе ввиду своих аэродинамических преимуществ и спортивного внешнего вида.

### Двухдверный седан

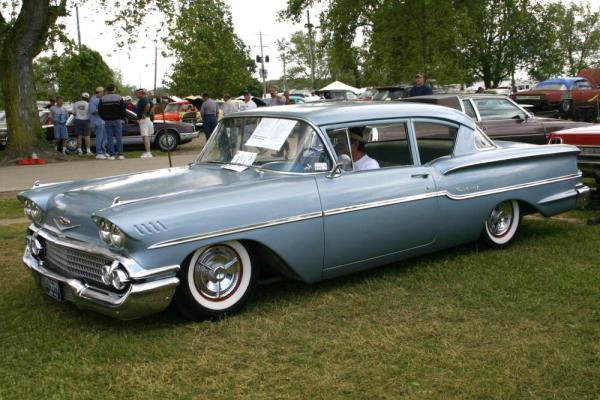
Двухдверный седан — более дешёвая разновидность этого кузова, в прошлом широко использовавшаяся на бюджетных моделях. Показан Chevrolet Delray 2-door Sedan 1958 года, самый дешёвый «Шевроле» того года

Седан с двумя дверьми (двухдверный седан) иногда называется тудором (англ. tudor, от two doors — «две двери»), изначально это было фирменное обозначение фирмы Ford.

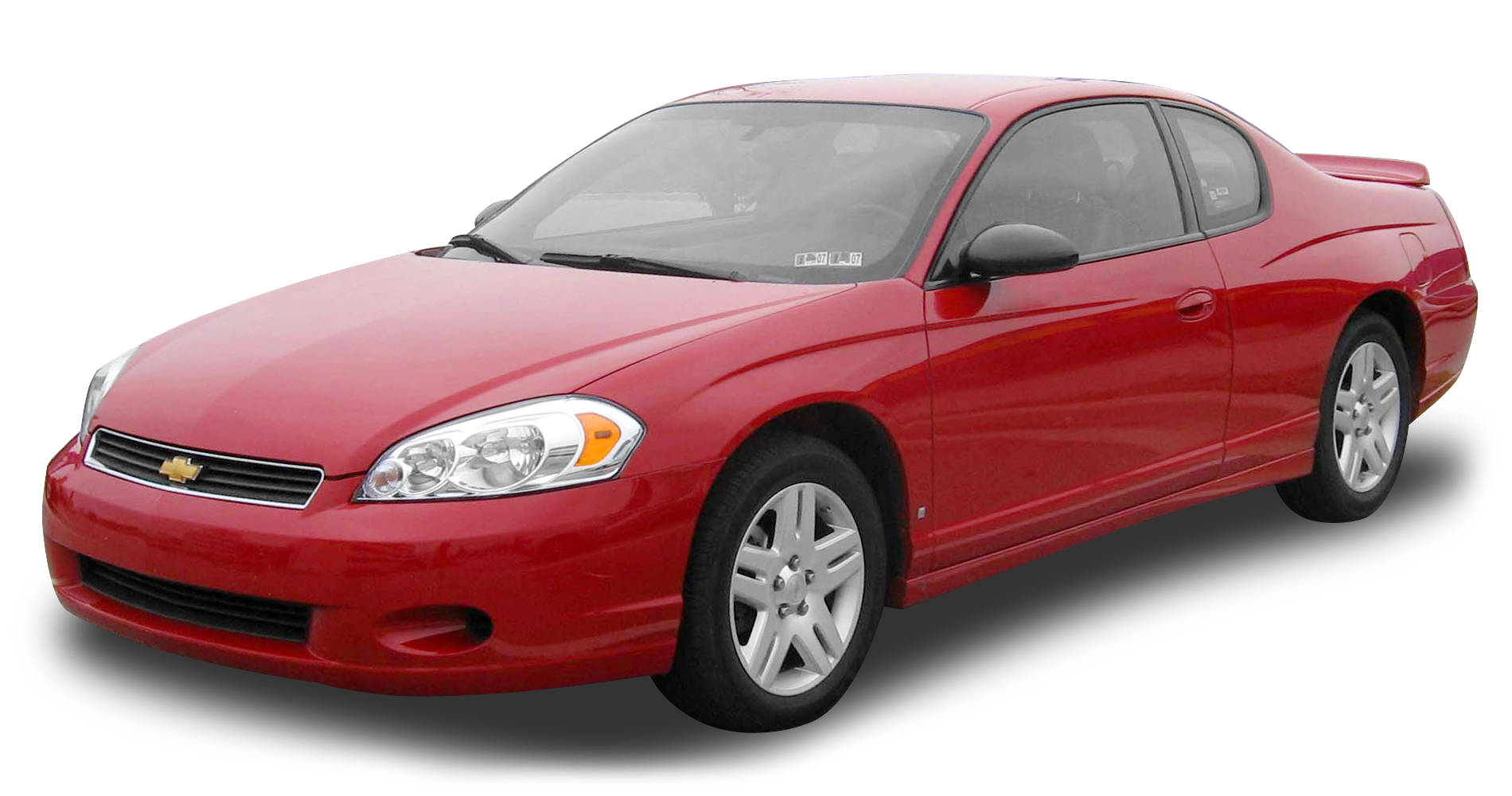
Chevrolet Monte Carlo — современный двухдверный седан американского производства

В действительности разница между этими терминами несколько смазана. Нередко коммерческое название «купе» носили кузова, по сути более близкие именно к двухдверному седану. В наши дни двухдверные седаны (как и например хетчбэки) нередко носят коммерческое обозначение «купе». Классическое купе имеет один ряд сидений, но такие машины сегодня довольно редки, обычная посадочная формула современного купе — «2+2», то есть два полноразмерных места и два — ограниченной вместимости (иногда говорят, детские).

### Длиннобазный седан
Существует длиннобазный седан (например, «Чайка» ГАЗ-13) — с удлинённым кузовом, часто — с тремя рядами сидений. От лимузина этот тип отличается отсутствием перегородки в кузове. Как правило, длиннобазные седаны имеют три боковых окна. Очень редко, но всё же встречаются шестидверные длиннобазные седаны.

### Лифтбэк

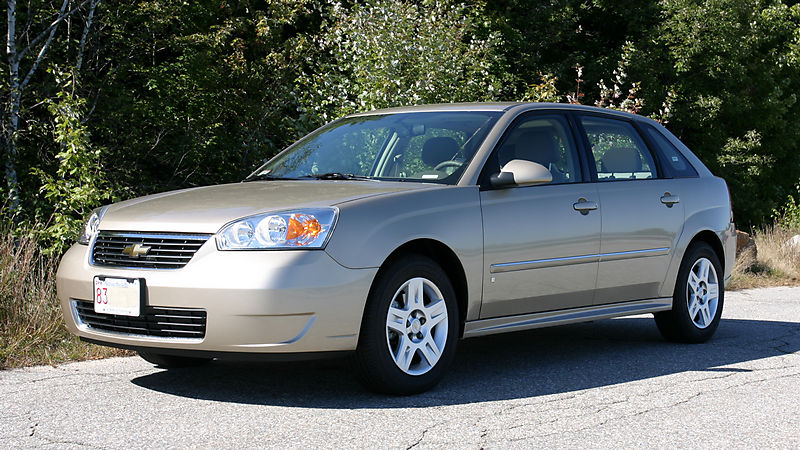
Chevrolet Malibu Maxx — лифтбэк

Иногда выделяют тип хетчбэк-седана, или лифтбэка. От хетчбэка этот тип кузова отличается длиной заднего свеса — у хетчбэка он короче, чем у седана, а у лифтбэка — такой же. За границей к этому типу причисляют многие автомобили, а из отечественных аналогичными признаками обладает "Иж-Комби" и "Лада Гранта Лифтбэк".
Нередко названия «хетчбэк» и «лифтбэк» смешиваются, и одна и та же модель на различных рынках обозначается то так, то так. Термин «лифтбэк» более распространён в Северной Америке. Но изначально это два разных типа кузова.

### «Четырёхдверное купе»

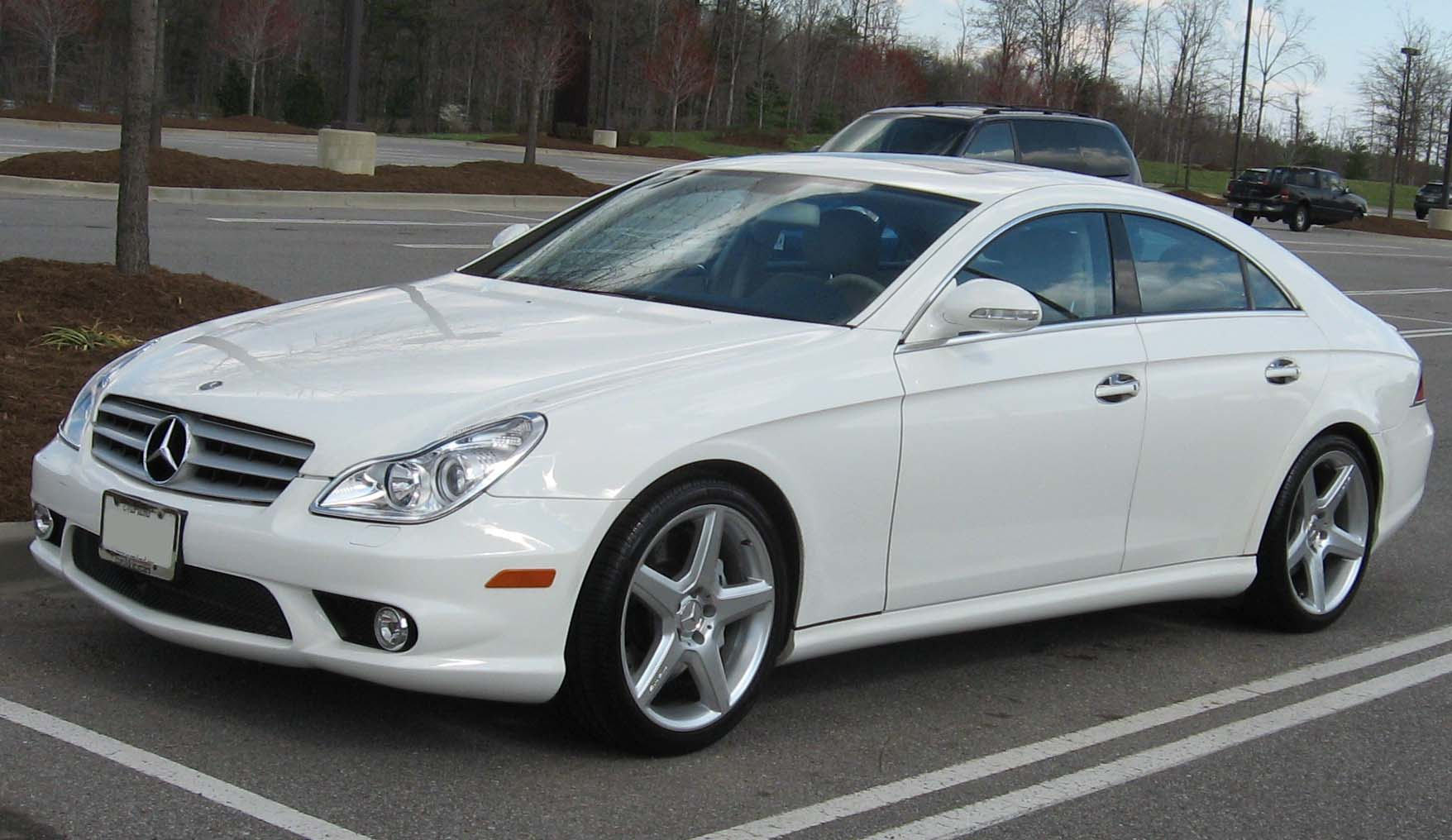
Mercedes-Benz CLS — «четырёхдверное купе»

Условное коммерческое название некоторых четырёхдверных седанов с более низкой линией крыши, создающей пропорции, характерные для купе, и общей спортивной ориентацией.

### По числу боковых окон

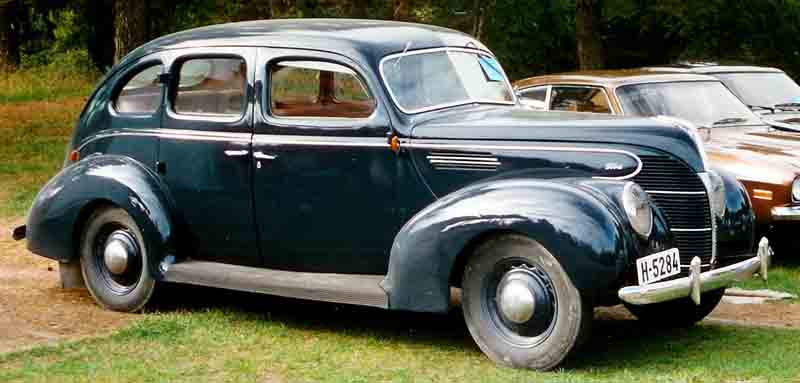
Шестиоконный седан

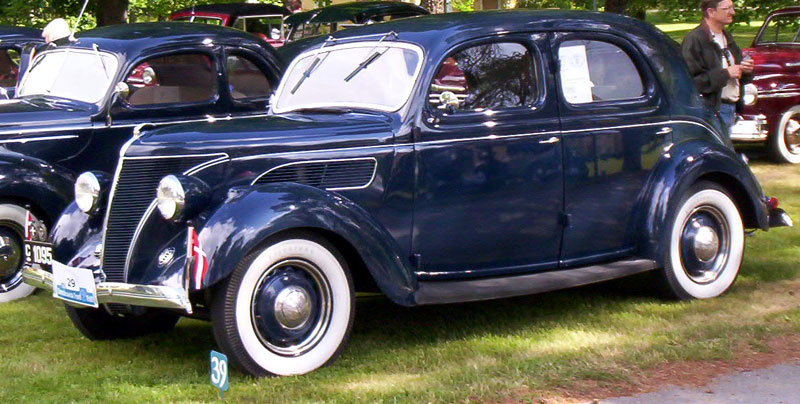
Четырёхоконный седан

В прошлом кузова нередко классифицировали по признаку числа боковых окон. Седан с тремя окнами на боковине называли шестиоко́нным (англ. six window sedan), а с двумя — четырёхоко́нным (англ. four window sedan). Например, «Эмка» М-1 — шестиоконный седан, а «Победа» и «Волги» ГАЗ-21 — ГАЗ-24 — четырёхоконные.

## Происхождение названия

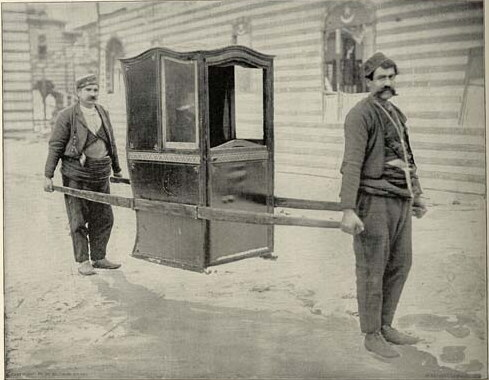
Паланкин на Всемирной выставке 1893 г

Sedan (от южноитальянского sede — кресло) — английское название паланкина. По другой версии, слово «седан» образовано от названия французского города Седан, специализировавшегося в XIX веке на производстве дорожных карет.

## Международная терминология
Термин Sedan используется в Северной Америке, а также многих других странах — Швеции, Турции, Дании, Чехии, Польше, Португалии, и т. д. В британском английском и в Японии общеупотребительным аналогом является слово Saloon, а в США так называют питейное заведение времён Дикого Запада.
В немецком языке автомобиль с кузовом типа седан с выступающим третьим объёмом называют нем. Stufenheck-Limousine — буквально «лимузин с выступом в задней части» (в понятие Limousine в немецком языке помимо седана входит также хетчбэк и некоторые другие закрытые типы кузова). При этом двухобъёмный седан с покатой задней стенкой (фастбэк) называют уже Schrägheck-Limousine — «лимузин с наклонной задней частью». Похоже называют седан и в Хорватии — Limuzina.
Во многих романских языках (итальянский, румынский, французский) используется термин Berlina (во французском — Berline), происходящий от названия закрытой кареты. Существует городская легенда, что французы не желают использовать название «седан» из-за битвы при Седане, где они потерпели поражение от пруссаков. При этом в испанском используется термин Sedán.

## Примеры автомобилей с кузовом «седан»

### СССР и Россия
- ГАЗ-3, ГАЗ-6 — ранние 4- и 6-оконные седаны без отдельного багажника, с деревянным каркасом кузова на рамном шасси ГАЗ-А;
- М-1, М-11 / ГАЗ-11-73 — довоенные среднеразмерные цельнометаллические седаны (с матерчатым верхом крыши) на рамном шасси;
- ЗИС-101, ЗИС-101А — довоенные большие цельнометаллические седаны на рамном шасси;
- ГАЗ-61-73 — первый в мире седан на полноприводном (4×4) шасси;
- Москвич-400, Москвич-401 — ранние цельнометаллические седаны с несущим кузовом и без отдельного багажника;
- М-20 «Победа» — один из первых в мире седанов с несущим кузовом понтонного типа (без выступающих крыльев). Из-за покатого задка с интегрированным багажником считается седаном-фастбэком;
- ЗИМ (ГАЗ-12) — классический длиннобазный седан большого класса с несущим кузовом;
- М-72 — первый в СССР полноприводной (4×4) седан с усиленным несущим кузовом (типа фастбек), выпускавшийся на базе ГАЗ-М-20 «Победа» (сам М-72 «Победой» никогда не назывался);
- Москвич-402, Москвич-407, Москвич-403, Москвич-408, Москвич-412, Москвич-2140, Москвич-2140SL — цельнометаллические седаны малого класса с несущим кузовом и отдельным багажником;
- Москвич-2142R5 «Князь Владимир» — переднеприводные, либо полноприводные (4x4) седаны класса D;
- Москвич-410, Москвич-410Н — полноприводные седаны с несущим кузовом;
- ЗАЗ-965, ЗАЗ-966, ЗАЗ-968, ЗАЗ-968М «Запорожец» — заднемоторные седаны с двумя дверями (тудор) и багажником спереди;
- ГАЗ-21, ГАЗ-24, ГАЗ-3102, ГАЗ-24-10, ГАЗ-3110, ГАЗ-31105 («Волга») — классические среднеразмерные седаны с несущим кузовом;
- ГАЗ-13, ГАЗ-14 («Чайка») — классические седаны большого класса с Х-образным рамным основанием;
- ЗИЛ-117, ЗИЛ-41041 — классические седаны высшего (представительского или F) класса с рамным основанием;
- ВАЗ-2101, ВАЗ-2103, ВАЗ-2105, ВАЗ-2106, ВАЗ-2107 — классические седаны малого класса (класс С) семейств «Жигули» и «Лада»;
- ВАЗ-21099 («Лада Самара-1 седан»), ВАЗ-2115 («Лада Самара-2 4-дв.»), ВАЗ-2110 («Лада 110»), — переднеприводные трёхобъёмные седаны-нотчбеки класса С;
- Lada 1118 — переднеприводной трёхобъёмный седан-нотчбек семейства Lada Kalina класса В.